# バラエティ (普遍代数学)
バラエティ（Variety）もしくは等式クラスとは 普遍代数学において定められた恒等式の集合を満足するシグネチャを備えたすべての代数的構造のクラスを指す。例えば群はある代数のバラエティを成し、アーベル群や環、モノイド等もまた同様である。バーコフの定理によれば同一のシグネチャをもつ代数的構造がバラエティであるとは、その構造が同型写像の像、部分代数と直積をとる操作で閉じた系をなしていることである。圏論の文脈では同型写像を備えた代数のバラエティが圏を形成し一般には有限項代数的圏と呼ぶ。
余バラエティとは与えられたシグネチャを備えたすべての余代数的構造が構成するクラスである。

## 用語
代数のバラエティを多項式系の解集合を表す代数多様体と混同するべきではない。2つは形式的にかなり異なり共通してもつ概念はほとんどない。
代数のバラエティという用語は一般には普遍代数を指し、さらに双線型積を備えたベクトル空間など体上の多元環のような具体的な意味も含んでいる。

## 定義
この文脈におけるシグネチャは演算と呼ばれる要素を備えた集合であり、各要素はアリティと呼ばれる自然数を割り当てられている。あるシグネチャ{\displaystyle \sigma }と集合{\displaystyle V} ({\displaystyle V} の要素を 変数と呼ぶ) を与えられた時、語とは有限の平面上の根付き木であり、各節は変数か演算でラベル付けされており、変数でラベル付けされた各節は分岐がなく根ではなく、演算{\displaystyle o}でラベル付けされた各節は定められたアリティの数だけ分岐を持つ。等式則とはそのような語の組のことを指し、{\displaystyle v}と{\displaystyle w}の組からなる公理を{\displaystyle v=w}と書く。
理論とはシグネチャと、変数の集合と、等式則の集合である。どの理論も続いて示すような代数のバラエティを備えている。任意の理論{\displaystyle T}について、{\displaystyle T}の代数とは集合{\displaystyle A}と{\displaystyle T}上で作用する各演算{\displaystyle o}に対するアリティ{\displaystyle n}、関数{\displaystyle o_{A}:A^{n}\to A} (...)各公理{\displaystyle v=w}と公理の変数に対する{\displaystyle A}の要素 {\displaystyle v}と{\displaystyle w}を定義する木。任意の理論{\displaystyle T}が構成する代数のクラスを{\displaystyle T}の代数のバラエティを呼ぶ。
ただし、最終的にこの代数のクラスよりも重要になるのは代数が構成する圏とそれらの間の同型である。理論{\displaystyle T}の2つの代数{\displaystyle A}と{\displaystyle B}が与えられた時、準同型とは関数{\displaystyle f:A\to B}であって{\displaystyle f(o_{A}(a_{1},\ldots ,a_{n}))=o_{B}(f(a_{1}),\ldots ,f(a_{n}))}を全てのアリティ{\displaystyle n}の演算{\displaystyle o}について満たすもののことである。

## 例
すべての半群がなすクラスはシグネチャ(2)の代数のバラエティを形成し、半群は1つの二項演算を備える。結合法則を定める等式は
{\displaystyle x(yz)=(xy)z}
である。
群のなすクラスはシグネチャ(2,0,1)のなす代数のバラエティを形成し、3つの演算はそれぞれ乗算(2項)、単位元(定数)と逆元(単項)である。よく知られる結合法則、単位元、逆元の公理は等式集合
{\displaystyle x(yz)=(xy)z}
{\displaystyle 1x=x1=x}
{\displaystyle xx^{-1}=x^{-1}x=1}
環のなすクラスもまた代数のバラエティを形成し、シグネチャは(2,2,0,0,1)である(2つの二項演算、2つの定数と1つの単項演算)。
いま、ある環{\displaystyle R}を特定するとその左R加群を考えることができる。{\displaystyle R}の要素のスカラ倍を表現するなら{\displaystyle R}の各要素の対する単項演算のみが必要となる。環が無限ならば無限に多くの演算が必要となるが普遍代数における代数的構造の定義はこれも許している。したがって左R加群もまた代数のバラエティを構成する。
体は代数のバラエティを構成しない。全ての非ゼロの要素が可逆であることは全称量化された等式の形で表現できないからである。
簡約半群もまた可逆律が等式ではなく、どの等式の集合とも同値ではないため、代数のバラエティを構成しない。しかし、含意を用いると可逆律を定義することができるから準バラエティではある。

## バーコフの定理
同一のシグネチャをもつ代数的構造のあるクラスが与えられた時、準同型、部分代数、直積の概念を定義することができる。ガレット・バーコフは同一のシグネチャをもつ代数的構造のクラスは準同型像、部分代数、直積をとる操作で閉じているとき、またそのときに限ってバラエティとなることを証明した。この普遍代数学によって根本的に重要な結果はバーコフの定理あるいはHSP(準同型[homomorphism]、部分代数[subalgebra]、直積[product]の頭文字から)定理として知られている。
いくつかの等式集合を満足する代数はHSP操作によっては性質が損なわれないことが知られている。その逆、つまりHSP操作によって保存される代数が等式集合で表現できることの証明はさらに難しい。
バーコフの定理を用いることではじめに述べたことが証明できる。体の公理がいかなる等式集合でも表現できないこと、体の直積が体でないこと、すなわち体はバラエティを構成しないことなどだ。

## 部分バラエティ
バラエティの部分バラエティとは{\displaystyle V}と同一のシグネチャをもつ{\displaystyle V}の部分クラスであってそれ自体もバラエティとなっているものである。つまり部分バラエティもまた等式で定義される。
群は定数としての単位元が除かれると(あるいは逆元を取る操作が除かれると)半群となるが、群の構成するクラスは半群の構成するバラエティの部分バラエティとはならないことに注意されたい。同様にして、群でもあるとうな半群のクラスもまた半群の部分バラエティではない。群でもあるようなモノイドのクラスは{\displaystyle \langle \mathbb {Z} ,+\rangle }を含みその部分代数(より正確には部分モノイド){\displaystyle \langle \mathbb {N} ,+\rangle }を含まない。
しかし、アーベル群のクラスはシグネチャに手を加えなくても{\displaystyle xy=yx}を満たす群の集合となっているため群の部分バラエティとなっている。有限生成アーベル群は有限生成アーベル群のどのような直積も有限生成とはならないため、バーコフの定理からバラエティでないことがわかる。
バラエティ{\displaystyle V}とその準同型を圏として見ると、圏{\displaystyle V}の部分圏{\displaystyle U}はの充満部分圏であり{\displaystyle U}のどの対象{\displaystyle a},{\displaystyle b}についても準同型{\displaystyle a\to b}は{\displaystyle V}と同一のものである。

## 自由対象
{\displaystyle V}を自明でない代数のバラエティであるとする、つまり{\displaystyle V}は単集合でないとする。するといかなる集合{\displaystyle S}についてもバラエティ{\displaystyle V}は自由代数{\displaystyle F_{S}}を含んでいることがわかる。これは次の普遍性を満たす単射{\displaystyle i:S\to F_{S}}が存在することを意味する: {\displaystyle V}の代数{\displaystyle A}と射{\displaystyle k:S\to A}について{\displaystyle f\circ i=k}となる一意な{\displaystyle V}準同型が存在する。
これは自由群、自由アーベル群、自由代数、自由加群などの概念を一般化している。これはバラエティ内の任意の代数はある自由代数の準同型像のバラエティという結論を導く。